# Severská kombinace na Zimních olympijských hrách 2018
Závody v severské kombinaci na Zimních olympijských hrách 2018 proběhly od 14. do 22. února 2018 ve skokanském středisku Alpensia Ski Jumping Center a Alpensia Cross-Country Centre.

## Program
- 14. února 2018	15:00	Muži individuální normální můstek, 17:45 Muži, jednotlivci, 10 km
- 20. února 2018	19:00	Muži individuální velký můstek, 21:45 Muži, jednotlivci, 10 km
- 22. února 2018	16:30	Týmový závod, velký můstek, 19:20 Muži, družstvo, 4 x 5 km

## Medailové pořadí zemí
| Pořadí | Země           | Zlato | Stříbro | Bronz | Celkově |
| ------ | -------------- | ----- | ------- | ----- | ------- |
| 1      | Německo (GER)  | 3     | 1       | 1     | 5       |
| 2      | Japonsko (JPN) | 0     | 1       | 0     | 1       |
| 2      | Norsko (NOR)   | 0     | 1       | 0     | 1       |
| 4      | Rakousko (AUT) | 0     | 0       | 2     | 2       |
|        | Celkem         | 3     | 3       | 3     | 9       |

## Medailisté

### Muži
| Disciplína                                | Zlato                                                                           | Výkon   | Stříbro                                                                          | Výkon   | Bronz                                                                           | Výkon   |
| ----------------------------------------- | ------------------------------------------------------------------------------- | ------- | -------------------------------------------------------------------------------- | ------- | ------------------------------------------------------------------------------- | ------- |
| Individuální závod, normální můstek/10 km | Eric Frenzel · Německo (GER)                                                    | 24:51,4 | Akito Watabe · Japonsko (JPN)                                                    | 24:56,2 | Lukas Klapfer · Rakousko (AUT)                                                  | 25:09,5 |
| Individuální závod, velký můstek/10 km    | Johannes Rydzek · Německo (GER)                                                 | 23:52,5 | Fabian Rießle · Německo (GER)                                                    | 23:52,9 | Eric Frenzel · Německo (GER)                                                    | 23:53,3 |
| Týmový závod, velký můstek/4 × 5 km       | Německo (GER) · Vinzenz Geiger · Fabian Rießle · Eric Frenzel · Johannes Rydzek | 46:09,8 | Norsko (NOR) · Jan Schmid · Espen Andersen · Jarl Magnus Riiber · Jørgen Graabak | 47:02,5 | Rakousko (AUT) · Wilhelm Denifl · Lukas Klapfer · Bernhard Gruber · Mario Seidl | 47:17,6 |